# Hjortkvarn
Hjortkvarn är en tätort i Bo socken i sydöstra delen av Hallsbergs kommun belägen vid riksväg 51.
Hjortkvarn är ett mindre brukssamhälle vars största arbetsplats är Hjortkvarn Timber (sågverk). I övrigt finns en lanthandel och förskola samt en obemannad tankstation. Hjortkvarn var en station vid Norra Östergötlands Järnvägar.
Hjortkvarn utsågs 2007 till Sveriges demografiska mittpunkt. Tidigare låg den demografiska mittpunkten i Svennevad några kilometer norr om Hjortkvarn.. 

## Befolkningsutveckling
| Befolkningsutvecklingen i Hjortkvarn 1960–2020 | Befolkningsutvecklingen i Hjortkvarn 1960–2020 | Befolkningsutvecklingen i Hjortkvarn 1960–2020 | Befolkningsutvecklingen i Hjortkvarn 1960–2020 | Befolkningsutvecklingen i Hjortkvarn 1960–2020 |
| ---------------------------------------------- | ---------------------------------------------- | ---------------------------------------------- | ---------------------------------------------- | ---------------------------------------------- |
|                                                |                                                |                                                |                                                |                                                |
| År                                             |                                                |                                                | Folkmängd                                      | Areal (ha)                                     |
| 1960                                           | 1960                                           |                                                | 324                                            |                                                |
| 1965                                           | 1965                                           |                                                | 278                                            |                                                |
| 1970                                           | 1970                                           |                                                | 288                                            |                                                |
| 1975                                           | 1975                                           |                                                | 332                                            |                                                |
| 1980                                           | 1980                                           |                                                | 381                                            |                                                |
| 1990                                           | 1990                                           |                                                | 294                                            | 82                                             |
| 1995                                           | 1995                                           |                                                | 265                                            | 83                                             |
| 2000                                           | 2000                                           |                                                | 257                                            | 88                                             |
| 2005                                           | 2005                                           |                                                | 251                                            | 88                                             |
| 2010                                           | 2010                                           |                                                | 238                                            | 91                                             |
| 2015                                           | 2015                                           |                                                | 234                                            | 85                                             |
| 2020                                           | 2020                                           |                                                | 239                                            | 90                                             |
|                                                |                                                |                                                |                                                |                                                |